# Feinultraschall

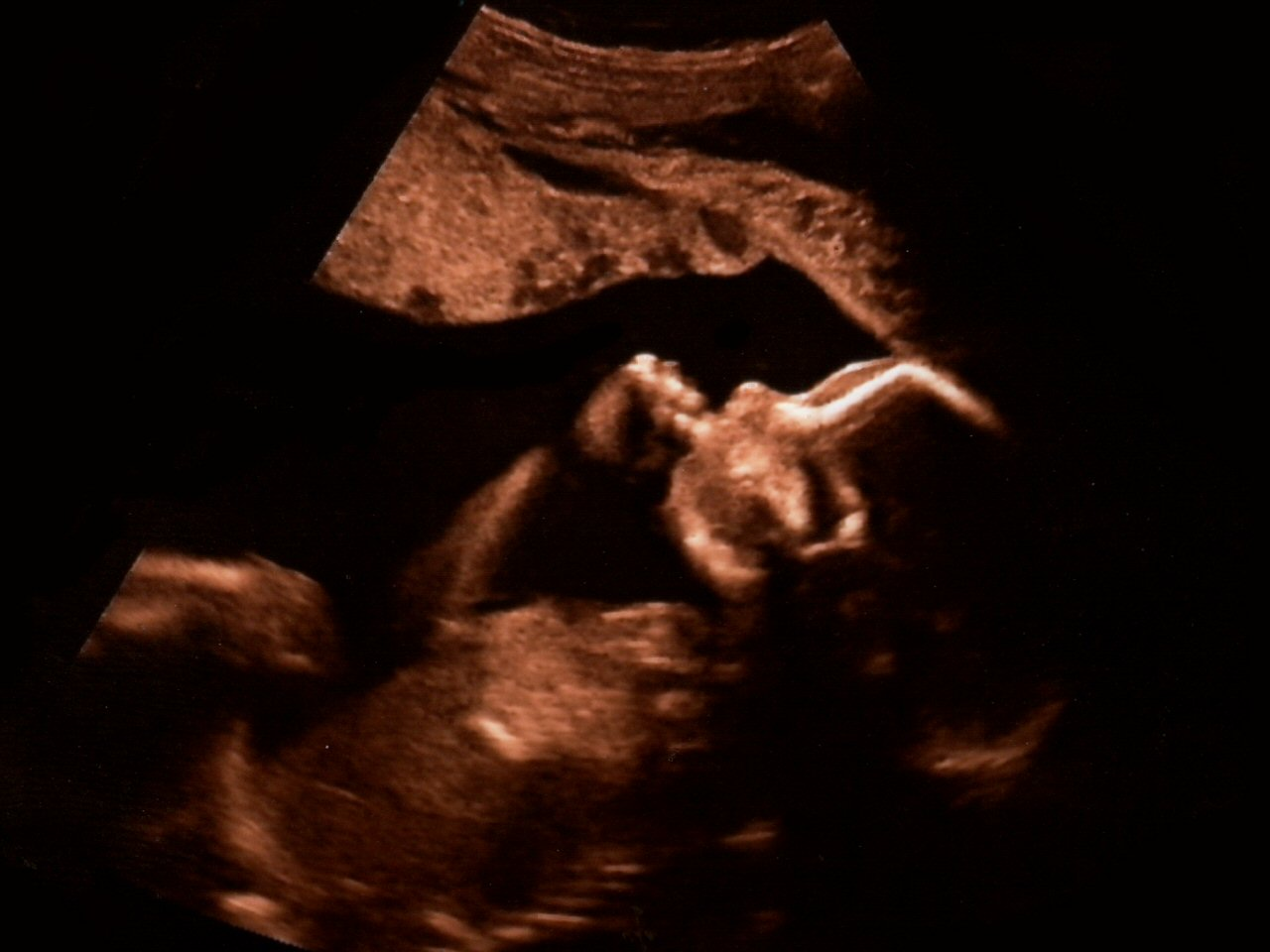
Feinultraschallbild eines Kindes im vierten Schwangerschaftsmonat

Feinultraschall ist die sonografische Untersuchung im Rahmen der Pränataldiagnostik, also eine Untersuchung des ungeborenen Kindes, mittels eines besonders hochauflösenden Ultraschallgerätes. Synonym werden die Ausdrücke sonografische Feindiagnostik, Organscreening und Fehlbildungsultraschall verwendet.
Diese Ultraschalluntersuchung wird nur von besonders hierfür qualifizierten Ärzten durchgeführt. Die Schwangere kann von ihrem Gynäkologen überwiesen werden, wenn dieser die Untersuchung nicht selbst durchführen kann.
Die Feinultraschalluntersuchung wird in Deutschland nur in einigen Bundesländern (z. B. Mecklenburg-Vorpommern) als reguläre Leistung von den Krankenkassen bezahlt, in den meisten ist hierzu eine gesonderte Verordnung durch den zuständigen Gynäkologen notwendig. Sie wird nur vorgenommen, wenn es Risikofaktoren oder Fehlbildungshinweise gibt.
Der Feinultraschall kann etwa von der 19. bis zur 22. Schwangerschaftswoche durchgeführt werden. Man kann mit ihm einige Entwicklungsstörungen und einige körperliche Besonderheiten beim Kind feststellen bzw. mit einiger Wahrscheinlichkeit ausschließen. 
Chromosomale Besonderheiten (z. B. Down-Syndrom, Edwards-Syndrom, Pätau-Syndrom) lassen sich nicht diagnostizieren.
Isoliert auftretende sonografische Softmarker (Besonderheiten ohne weitere Auffälligkeiten) sind oft harmlos. 
Kombiniert auftretende sonografische Softmarker (mehrere körperliche Auffälligkeiten, zwischen denen ein Zusammenhang bestehen kann), können auf bestimmte Chromosomenbesonderheiten hinweisen. 
Eine Amniozentese (Punktion der Fruchtblase) ermöglicht eine fast 100-prozentig sichere Diagnose, ist aber mit Risiken bis hin zur Fehlgeburt verbunden.
Die Ultraschalluntersuchung kann zur „Schiene für pränataldiagnostisch-invasive Maßnahmen wie Fruchtwasserpunktion, Chorionzottenbiopsie und Chordozentese“ werden.
Die Qualität und Aussagekraft der Ultraschallbilder hängt von vielen Faktoren ab, unter anderem von der Qualität der Untersuchungsgeräte (es gibt auch 3D-Ultraschall), der Fruchtwassermenge (wenig Fruchtwasser = schlechtere Schallleitung), der Kindslage (z. B. Schädellage), der Schwangerschaftswoche, der Stärke der Bauchdecke der Mutter (je fettleibiger sie ist, desto schlechter die Bilder), dem Vorhandensein von Narben etc. 
Je mehr Erfahrung der untersuchende Arzt hat, desto größer ist die Wahrscheinlichkeit einer richtigen Diagnose. Falsch-positive Diagnosen (Arzt diagnostiziert eine Auffälligkeit, die tatsächlich nicht vorhanden ist) können die werdenden Eltern erheblich psychisch belasten.

## Untersuchte Organsysteme
Per Ultraschall werden bestimmte Organe bzw. Organstrukturen des Fötus begutachtet. Dabei wird besonders auf das eventuelle Fehlen von Organanlagen, Fehlbildungen der Organe und die zeitgerechte Entwicklung der Organe geachtet.
Untersucht werden insbesondere:
- das Gesicht: Besonderheiten wären z. B. Lippen-Kiefer-Gaumenspalten, ein ungewöhnlich kleiner oder großer Augenabstand oder ein ungewöhnliches Gesichtsprofil, z. B. durch ein unterentwickeltes (= hypoplastisches) Nasenbein,
- der Kopf: Besonderheiten wären z. B. Hydrozephalie (= eine Ansammlung von Hirnflüssigkeit aufgrund einer Ableitungsstörung), Mikrozephalie (= ein zu kleiner Kopf), Anenzephalie (= eine Neuralrohrfehlbildung, gekennzeichnet durch das Fehlen von Teilen des knöchernen Schädeldachs, der Hirnhäute, der Kopfhaut und Teilen des Gehirns), Holoprosenzephalie (= eine Entwicklungsstörung des Vorderhirns und des Gesichts), eine Enzephalozele (= Hirnbruch), vergrößerte Hirnkammern (Ventrikel) oder Plexuszysten im Gehirn
- die Wirbelsäule: eine Besonderheit wäre z. B. eine Form von Spina bifida aperta (= Verschlussstörung des Rückenmarkkanals)
- die Extremitäten: Besonderheiten wären z. B. ein verkürzter Oberschenkelknochen (= Femur) oder ein verkürzter Oberarmknochen (= Humerus), ein unterentwickeltes (= hypoplastisches) oder fehlendes (= aplastisches) Mittelglied des fünften Fingers, eine besondere Stellung der Finger (z. B. Biegungen oder Überlagerungen), eine Form von angeborenen Hand- oder Fußfehlbildungen (= Dysmelie) oder Vielfingrigkeit (= Polydaktylie)
- der Bauch: eine Besonderheit wäre z. B. eine Omphalocele (= Nabelschnurbruch bzw. die Nabelschnur am Baby ist sackartig aufgebläht und Bauchorgane treten durch den Nabel hervor), eine Laparoschisis (= Bauchwandspalte), eine Gastroschisis (= meist rechts vom Nabel gelegene Fehlbildung der Bauchwand mit Vorfall von Darmschlingen) oder ein Zwerchfellbruch
- der Magen-Darm-Trakt: Besonderheiten wären z. B. Verlegungen oder Verstopfungen wie ein Darmverschluss (Duodenalstenose, Double-Bubble-Phänomen)
- die Nieren und die ableitenden Harnwege: Besonderheiten wären z. B. Zysten, ein Potter-Syndrom (wird je nach Ausprägung in die Typen Potter I, II, III, IV unterschieden) oder Fehlbildungen im Nierenbereich (z. B. Hufeisenniere, Wassersackniere, Harnstauungsniere, Nierenbeckenerweiterung)
- das Herz: Besonderheiten wären z. B. Herzfehler oder White Spots (= Golfballphänomen)